# Entkulakisierung

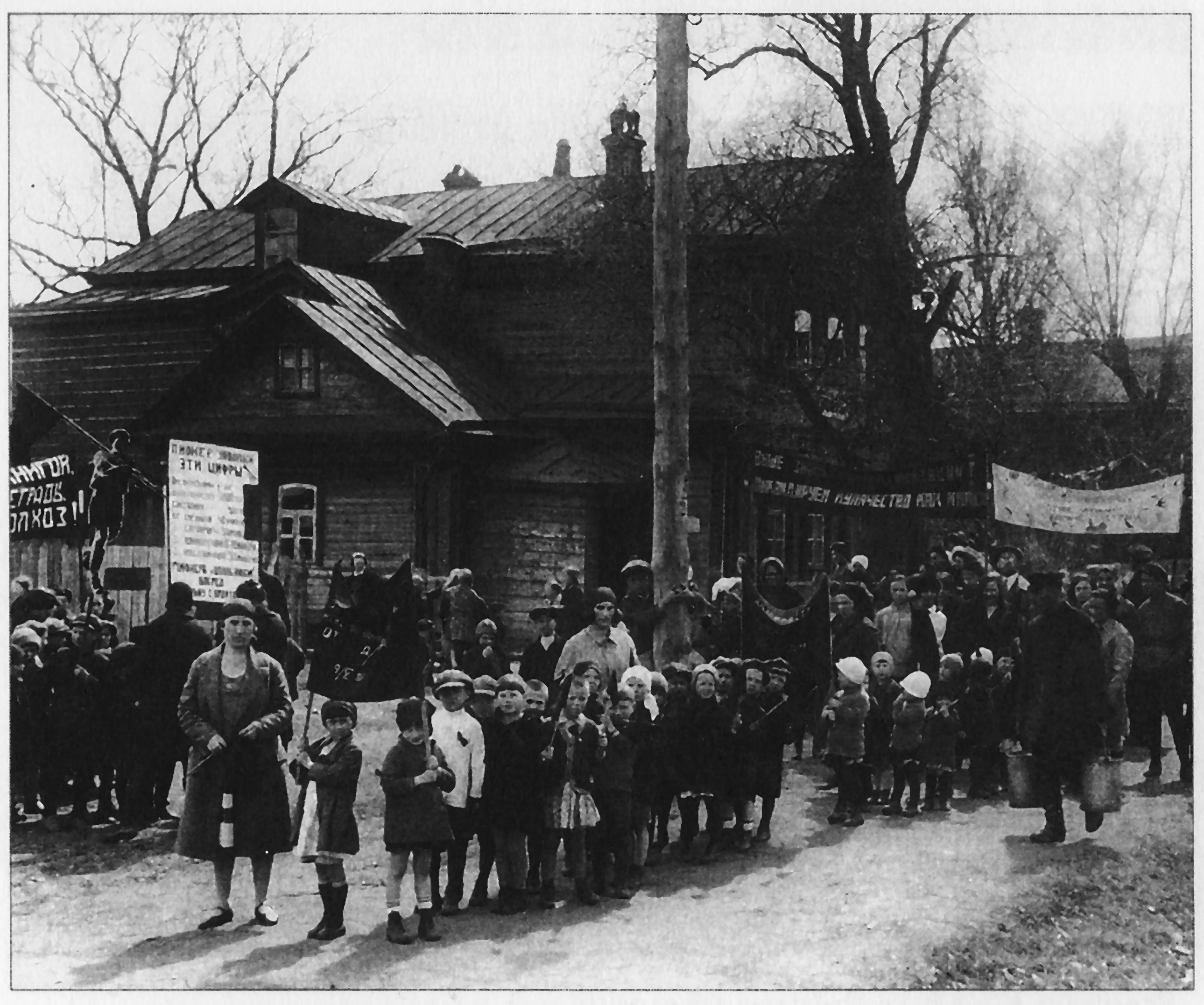
Aufmarsch im Rahmen der Entkulakisierung. Die Banner lauten: „Wir werden die Kulaken als Klasse liquidieren“ und „Alles für den Kampf gegen die Saboteure der Landwirtschaft“.

Die  Entkulakisierung (russisch раскулачивание raskulatschiwanije), gelegentlich auch Dekulakisierung oder Kulakendeportation, war eine politische Repressionskampagne in der Sowjetunion, die sich während der Diktatur Josef Stalins von 1929 bis 1933 gegen sogenannte Kulaken richtete. Verhaftungen, Enteignungen, Exekutionen und Massendeportationen kennzeichneten diese Politik.
Insbesondere als wohlhabend geltende bäuerliche Familien, aber auch so genannte Mittelbauern samt ihren Angehörigen sowie jene Landbewohner, welche die Politik der Kommunistischen Partei der Sowjetunion (KPdSU) tatsächlich oder vermeintlich ablehnten, waren Ziel der gewaltsamen Unterdrückung. Rund 30.000 Personen wurden erschossen. Etwa 2,1 Millionen Menschen wurden in entfernte, unwirtliche Regionen deportiert – 1,8 Millionen davon von 1930 bis 1931. Weitere 2 bis 2,5 Millionen Personen wurden in ihrer Heimatregion auf schlechtere Böden zwangsumgesiedelt. Experten schätzen, dass die Entkulakisierung durch Hunger, Krankheiten und Exekutionen 530.000 bis 600.000 Menschenleben kostete. Die Bauern reagierten insbesondere 1930 mit erheblichem Widerstand gegen die Gewaltkampagne des Staates. Zeitweise fürchteten Partei- und Staatsfunktionäre, der bäuerliche Widerstand könne sich zu einem landesweiten Aufstand ausweiten.
Die Entkulakisierung bedrohte die Bauernschaft durch physische Vernichtung, Deportation und Enteignung. Auf diese Weise sollte sie der Zwangskollektivierung zum Durchbruch verhelfen. Im Ergebnis unterwarfen Entkulakisierung und Kollektivierung die gesamte Bauernschaft der staatlichen Kontrolle und trugen wesentlich dazu bei, die tradierte ländliche Sozialverfassung radikal zu verändern. Zugleich legte die Entkulakisierung den Grundstein für die Ausweitung des Gulag-Systems.
Die Kombination von Entkulakisierung, Zwangskollektivierung und weiteren repressiven Maßnahmen führte in vielen Regionen der Sowjetunion, insbesondere in traditionellen agrarischen Überschussregionen, zum Zusammenbruch der Landwirtschaft. Dieser Kollaps war eine der Ursachen für den Holodomor, eine epochale Hungerkatastrophe mit etwa fünf bis sieben Millionen Toten in der Ukraine, und einer Hungersnot in anderen Teilen der Sowjetunion.

## Hintergrund und Vorgeschichte

### Bauern und Bolschewiki
Die Oktoberrevolution 1917 legitimierte mit dem Dekret über Grund und Boden die von den Bauern in Eigenregie vorgenommene Enteignung von Staats- und Gutsbesitz, Kirchen- und Klosterländereien sowie die durch die Dorfgemeinschaft Mir (russisch мир) vorgenommene Aufteilung dieses Landes nach dem Subsistenzprinzip. Bis zum Ende des Bürgerkriegs (1921) bedeutete dies jedoch nicht die Befreiung von Krieg und Zwang, da die Bauern für Verbände der Roten Armee, der Weißen Truppen oder für bäuerliche Aufstandsarmeen (siehe beispielsweise Bauernaufstand von Tambow) rekrutiert wurden. Zugleich litten sie unter den umfangreichen Zwangsrequirierungen landwirtschaftlicher Erzeugnisse, welche die Bolschewiki zur Absicherung ihrer Macht vornahmen. Bürgerkrieg, roter und weißer Terror, Aufstände, Requirierungen und die Vernachlässigung landwirtschaftlicher Aufgaben führten in Stadt und Land zu einer Hungersnot, die 1921/22 rund 30 Millionen Menschen betraf und fünf Millionen Menschenleben kostete.
Die Neue Ökonomische Politik (NEP) – „eine politische Hinhalteaktion für eine zukünftige ökonomische Revolution“ – läutete „eine ‚goldene Zeit‘ für Dorf und Landwirtschaft“ ein und beruhigte die Spannungen zwischen Bolschewiki und Bauern, ohne sie jedoch gänzlich beseitigen zu können. Die politischen Machthaber ersetzten die Praxis der Requirierungen durch Natural- und später durch Geldsteuern. Ferner gestanden sie die Re-Etablierung von Marktmechanismen bei der Allokation agrarischer Produkte zu; ebenso bremsten sie ihre Initiativen ab, die Wirtschaftsgüter der Bauern, die damals 85 Prozent der Gesamtbevölkerung stellten, zu sozialisieren. Trotz ihrer anders gearteten ideologischen Vorstellungen waren die Bolschewiki gezwungen, die Ökonomie dieser Jahre halbstaatlich und halbkapitalistisch zu gestalten.
Mit dem Abzug der bolschewistischen Requirierungskommandos und der Terroreinheiten der Tscheka aus den Dörfern zeigte sich, dass die Kommunisten außerhalb der Städte ohne jede Basis waren. Das Sowjetregime blieb für die Mehrheit der Bauern eine auswärtige und fremde Macht. Für die Parteifunktionäre wurde das Land eine gefährliche terra incognita mit einem Milieu, zu dem sie keinen Zugang hatten. Das „Dorf“ galt ihnen als Chiffre der Rückständigkeit, als Sinnbild des alten Russlands der „Ikonen und Kakerlaken“ (Trotzki). Eine Reihe führender Funktionäre hatte einen ausgeprägten Hass auf Bauern. Zu ihnen gehörten Josef Stalin, Lasar Kaganowitsch, Grigori Ordschonikidse, Anastas Mikojan, Kliment Woroschilow und Wjatscheslaw Molotow.
Das Dorf selbst, häufig abgeschnitten von allen Kommunikationsmitteln und -wegen zur „Zivilisation“, war geprägt vom Gerücht, von Analphabetismus, von Glaube und Aberglaube, von Alkohol und Gewalt. Die Dorfgemeinschaft verwaltete sich selbst mit Hilfe der Dorfversammlung (сход/s’chod). Die von den Kommunisten geförderte Institution des Dorfsowjet blieb dagegen praktisch ohne Bedeutung. Die Revitalisierung der bäuerlichen Wirtschaftsweise durch die NEP konservierte auch die mit dieser Agrarökonomie einhergehenden Herrschaftsverhältnisse. All das hatte nichts zu tun mit dem, was die Bolschewiki für „Fortschritt“ hielten. Mental, politisch, kulturell und ökonomisch verweigerte sich die Mehrheit der Bauern der neuen Staatsmacht und urbanen Lebensformen. Die Bolschewiki misstrauten darum den Bauern und hielten sie für potentielle Restauratoren des Kapitalismus. Insbesondere Kulaken galten ihnen als Feinde.

### Struktur der Bauernschaft
In den Jahren der NEP nahm der Anteil der Landbewohner an der Gesamtbevölkerung ab. 1924 lebten 83,7 % aller Sowjetbürger im Dorf, 1930 waren es 80,7 %. Die absolute Zahl der Dorfbewohner stieg jedoch; auch nach Abzug der Landflucht blieb ein Zuwachs von 4,2 Millionen Menschen. Zugleich war die Dorfbevölkerung jung. Eine Zählung von 1926 zeigte, dass über 50 % der Dorfbewohner keine 20 Jahre alt waren.
Die marxistische Vorstellung von klar unterscheidbaren Klassen fand in den materiellen Verhältnissen auf dem Land keine Basis. Die Tradition der regelmäßigen Neuverteilung von Dorffeldern durch die russischen Dorfgemeinschaften an die Bauernhaushalte nach deren wechselndem Bedarf verhinderte eine Verstetigung der Besitzverhältnisse. Einzelgehöfte außerhalb der Dorfgemeinschaften, die erst seit den stolypinschen Agrarreformen existierten und zur Zeit der NEP zunahmen, fielen noch kaum ins Gewicht, ihre Bewohner waren zudem nicht immer wohlhabend. Dorfbewohner übernahmen im Jahreslauf mehrere ökonomische und soziale Rollen: Sie waren im Sommer Bauern, im Winter Wanderarbeiter oder im Heimgewerbe tätig, je nach Jahreszeit Wanderhändler oder Tagelöhner während der Ernte. Die soziale Differenzierung hatte sich nicht zu „Klassen“ verfestigt. Dennoch unterteilten die marxistischen Ökonomen und Statistiker der Sowjetunion mit ihrem weitgehenden Deutungsmonopol die Dorfbewohner in soziale Großgruppen:
- Zum einen gab es demnach die Gruppe der landlosen agrarischen Arbeitskräfte (batraki). Dazu gehörten Hirten, Tagelöhner oder Knechte. Viele Mitglieder dieses Personenkreises waren jung und schieden nach Eintritt in eine neue Lebensphase – oft nach der Heirat – aus dieser Gruppe aus.[23]
- Als Arme wurden jene bezeichnet, deren Land nicht ausreichte, um eine Familie zu ernähren. Im Regelfall besaßen sie keine Zugtiere. Sie waren gezwungen, ihre Arbeitskraft außerhalb der eigenen Wirtschaft anzubieten – als Knechte, Tagelöhner oder Saisonarbeiter.[25] Zusammengenommen machten nach dem Bürgerkrieg die Landlosen und Armen rund 35 bis 40 % der Landbevölkerung aus.[26]
- Als eine weitere Gruppe wurden die Mittelbauern identifiziert. Sie stellten die große Masse der Landbewohner, ihr Anteil wurde nach Ende des Bürgerkriegs auf 55 bis 60 % taxiert.[26] Der Mittelbauer war Besitzer einer Wirtschaft, die er mit eigener Kraft bestellte. Die Erträge waren nicht üppig, reichten aber zum Leben seiner Familie und zum Verkauf der geringfügigen Überschüsse. Seinen Apparat an Gerätschaften musste er gelegentlich ergänzen durch Ausleihe weiteren Inventars, und er verlieh auch selbst Gerät. Häufig verfügte er über einen geringen Viehbestand. Im Winter betätigten sich die Angehörigen auch dieser Großgruppe heimgewerblich. Sie stellten beispielsweise Bastschuhe, Textilien und Spielsachen her. Als Hauptproduzenten von Getreide waren die Mittelbauern wesentlich für die Versorgung der Städte verantwortlich und deshalb die Hauptadressaten der neuen ökonomischen Politik (NEP).[27]
- In der Perspektive zeitgenössischer sowjetischer Marxisten, die sich mit den Verhältnissen auf dem Land befassten, galt der Kulak als Inhaber der größten ökonomischen Potenz und gehörte somit zu den wohlhabendsten Bauern. Der Begriff hatte dabei eine abwertende Bedeutung und sollte den „Ausbeuter“ auf dem Dorf markieren. Welches Kriterium einen Bauer jedoch zum Kulaken machte, blieb stets unklar, die Definition des Begriffs Kulak war „so verschwommen, dass sie nahezu auf jeden passte“.[28] Denkbar war beispielsweise der Verleih von Geräten und Zugpferden oder die Beschäftigung von Tagelöhnern – Phänomene, die im realen Dorfleben keineswegs nur auf die Kulaken zutrafen.[29] Zu dieser Kategorie gehörten höchstens eine halbe Million Wirtschaften; dies entsprach einer Anzahl von etwa drei Millionen Personen oder zwei Prozent aller Haushalte.[30]

### Forcierte Industrialisierung
Mit dem Entschluss zur forcierten Industrialisierung der Sowjetunion hatte Stalin einen entscheidenden Markstein der „Großen Wende“ gesetzt. Seit Lenins Tod im Januar 1924 war nicht nur die linke Opposition in der KPdSU besiegt, auch die „Parteirechte“ um Nikolai Bucharin, die für ein gemäßigtes Tempo des Modernisierungsprozesses plädiert hatte, war ausgeschaltet. Im 1928 bewilligten ersten Fünfjahresplan (1928–1932) fanden die Vorstellungen einer rasanten Industrialisierung ihren Ausdruck, die den Anschluss an das wirtschaftliche und technologische Niveau der Industrieländer innerhalb nur eines Jahrzehnts sicherstellen sollte. Einen solch großen Entwicklungsschub hielt Stalin – wie er im Februar 1931 betonte – auch deswegen für zwingend geboten, weil die Nachbarländer seiner Ansicht nach auf die Zerstörung der Sowjetunion hinarbeiteten. Konsequenterweise stand der Aufbau der Schwerindustrie im Vordergrund, weniger die Entwicklung der Konsumgüterindustrie.
Weil diese Industrialisierung weder durch Ausbeutung von Kolonien, noch durch die Aufnahme von Krediten im Ausland zu finanzieren sei, habe die Bauernschaft einen „Tribut“ zu entrichten, so Stalin. Mit Getreideausfuhren sollten die notwendigen Anlagen und Güter zum Aufbau der Industrie finanziert werden. Die Bauern selbst sollten für die bei ihnen akquirierten Agrarprodukte kein volles Äquivalent erhalten. Stalin machte damit die Bauernschaft quasi zu einer internen Kolonie, aus der das notwendige Kapital für die Wirtschaftsentwicklung herauszuziehen sei.

### Kollektivierung der Landwirtschaft
Der Entschluss zur forcierten Industrialisierung des Landes korrespondierte mit den verstärkten Bemühungen, die Landwirtschaft zu kollektivieren. Trotz erheblicher Propagandabemühungen und vielfältigen administrativen Drucks war die Kollektivierung bis Ende der 1920er Jahre kaum vorangekommen. 1926 existierten in der UdSSR nur 18.000 solcher genossenschaftlicher Zusammenschlüsse. Insbesondere jene Bauern, die nichts zu verlieren hatten, flüchteten sich in diese Kolchosen. Die staatlichen Sowchosen waren noch unbedeutender. 1929 belief sich der Anteil der Bauern, die auf ihr individuelles Eigentum verzichtet hatten, auf 7,6 %.
Die Parteiführung um Stalin versprach sich von der Kollektivierung deutliche Steigerungen der landwirtschaftlichen Erträge. Zugleich hielt sie die traditionellen Formen der landwirtschaftlichen Ökonomie für veraltet, lehnte sie aus ideologischen Motiven ab und sah auch auf diesem Gebiet staatliche Planung und Lenkung vor. Die Parteikonferenz vom April 1929, die den ersten Fünfjahresplan beschloss, ging noch davon aus, dass Ende 1932 rund 23 % aller landwirtschaftlichen Betriebe kollektiviert sein würden. Wenige Monate später, anlässlich des zwölften Jahrestages der Oktoberrevolution, veröffentlichte Stalin einen Artikel mit dem Titel „Das Jahr des großen Umschwungs“. Er behauptete, die Mittelbauern träten in großen Massen in die Kollektivwirtschaften ein. Die Sollziffern für die Kollektivierung wurden anschließend deutlich heraufgesetzt: Das Ziel einer vollständig kollektivierten Landwirtschaft sei nicht erst in einigen Jahren erreichbar, sondern schon in wenigen Monaten. Am 5. Januar 1930 beschloss das Politbüro der Kommunistischen Partei der Sowjetunion darum die vollständige Kollektivierung in agrarischen Kernregionen bis Herbst 1930, spätestens aber Herbst 1931. Diesem Beschluss folgten Agitation und Zwang auf dem Lande. Die Erfolgsmeldungen schienen alle Anstrengungen zu bestätigen: Bereits Anfang Februar 1930 taxierten die Statistiker den sowjetunionweiten Anteil der kollektivierten Bauernwirtschaften auf 31,7 %, am 1. März betrug dieser Wert 57,2 %. Für die Ukrainische Sozialistische Sowjetrepublik wurden am 1. März 60,8 % gemeldet, für das Gebiet der mittleren und unteren Wolga lag er bei 60–70 %, für die Zentrale Schwarzerde-Region wurden 83,3 % angegeben.

### Versorgungskrise
Die Beschaffung ausreichender Getreidemengen blieb für die Bolschewiki auch in den Jahren der NEP ein dauerhaftes Problem. Im Herbst 1925 ließ die Parteiführung die Ankaufpreise anheben, als nicht genügend Getreide aufzutreiben war, und sorgte so für eine Entspannung der Versorgungssituation. Im Winter 1927/28 entschied sie sich für die gegenteilige Strategie – sie setzte auf Zwang und „außerordentliche Maßnahmen“. Stalin beschuldigte die Kulaken, sie horteten Getreide, um auf diese Weise höhere Preise zu erzwingen. Die Bolschewiki versuchten daraufhin, die armen Bauern gegen die Kulaken aufzuwiegeln. In der Propaganda wurden die Kulaken der verbotenen „Spekulation“ bezichtigt, ihre Denunziation gefördert und harte Strafen – drei bis fünf Jahre Freiheitsentzug – angedroht. Die Staatsorgane konfiszierten Getreidevorräte und zahlten hohe „Finderlöhne“ von einem Viertel des angenommenen Wertes an den jeweiligen Informanten. Diese Zwangsmaßnahmen knüpften gezielt an jene des Bürgerkrieges an.
Dennoch blieben die Erfolge insgesamt bescheiden. Mitte 1928 rückte die Parteiführung vom repressiven Kurs ab und setzte erneut auf Marktmechanismen. Diese ambivalente Politik der Bolschewiki, die zwischen Zwang und Anreizen schwankte, bestärkte die Bauern in ihrem Argwohn. Die Parteiführung entschied sich, fehlendes Getreide im Ausland zu kaufen – der traditionelle Getreideexporteur trat somit erstmals seit Jahren als Importeur auf. Im Herbst 1928 musste Brot rationiert werden – eine Premiere seit dem Ende des Bürgerkrieges.
1929 griff die Parteiführung jedoch erneut zu Repressionsmitteln, um Getreide zu beschaffen. Dies war umso leichter, da der innerparteiliche Einfluss der „Parteirechten“, die für ein gemäßigtes Entwicklungstempo plädierten, nun endgültig auf ein Minimum reduziert war. Stalin war jetzt in der Lage, seinen Einfluss ohne nennenswerten Widerstand geltend zu machen.
Die Palette der Zwangsmaßnahmen wurde um eine scheinbar volkstümliche ergänzt: die „ural-sibirische Methode“, benannt nach den Regionen ihrer erstmaligen Anwendung. Ein wesentliches Merkmal dieser Methode war, Dorfversammlungen aus Armen und Mittelbauern entscheiden zu lassen, welchen Anteil die Kulaken zur Erfüllung der dörflichen Getreideablieferungspflicht leisten sollten. Dies sollte die Unterstützung für die Anti-Kulaken-Politik der Bolschewiki suggerieren und zugleich Anlässe schaffen, Kulaken zu bestrafen, die ihren hohen Lieferverpflichtungen nicht nachkamen. Die Strafen reichten von drastisch erhöhten Abgabepflichten für säumige Kulaken, über deren Enteignung bis hin zu Deportationen.
Die Ernte blieb knapp unter dem Niveau von 1928, obgleich bereits das Bild einer deutlich verbesserten Versorgungslage propagiert worden war. Zur Vermeidung des drohenden Gesichtsverlustes wurden nun erhöhte Beschaffungsquoten festgelegt. Für jedes Dorf wurde eine monatliche Abgabemenge festgesetzt. Requisitionsaktivisten aus den Städten trieben diese Mengen ein.
Der passive und aktive Widerstand der Bauern blieb nicht aus. Viele schlachteten ihr Vieh und vergruben ihr Korn oder verbrannten es. Bauern griffen jene an, die ihnen das Getreide abpressen wollten, oder legten Brände. Diese Gegenwehr blieb jedoch erfolglos. Führende Bolschewiki verkündeten bereits im Dezember 1929, dass die Beschaffungsvorgaben für den Winter 1929/30 fast erreicht worden seien. Es blieb allerdings ein Pyrrhussieg: Die Kräfte der Bauern waren überschätzt worden, Rücklagen für das kommende Wirtschaftsjahr kaum vorhanden. Vielfach gaben Bauern ihre Wirtschaft auf, um in den expandierenden Städten industrielle Beschäftigung zu suchen. Auch die Weltmarktpreise für Getreide waren infolge der Weltwirtschaftskrise stark rückläufig, sodass die Bolschewiki nicht im gewünschten Maße die dringend für den Aufbau der Industrie benötigten Anlagen und Maschinen erwerben konnten.

## Verlauf

### Ankündigung und Beschluss
Auf einer Konferenz vor Agrarfachleuten am 27. Dezember 1929 kritisierte Stalin alle Überlegungen scharf, Kulaken in die neuen Kolchosen zu integrieren. Stattdessen kündigte er die „Liquidierung des Kulakentums als Klasse“ an. Er rief zur „Offensive gegen die kapitalistischen Elemente des Dorfes“ auf und entfachte damit einen regelrechten Krieg gegen die Bauern beziehungsweise gegen das Dorf.
Zunächst war unklar, wie diese „Liquidierung“ vonstattengehen sollte – es blieb Aufgabe der lokalen Autoritäten, die Ankündigung Stalins zu deuten und umzusetzen. Trotz des Fehlens klarer Anweisungen aus Moskau begann im Januar 1930 in vielen Gegenden die massenhafte Entkulakisierung, so zum Beispiel im Ural, in Transkaukasien, in der Ukrainischen Sozialistischen Sowjetrepublik und in der Oblast Rjasan nahe Moskau. Die Kampagne gewann rasch an Dynamik und führte landesweit zu erheblichen Wirren.
Unter dem Vorsitz von Wjatscheslaw Molotow, einem der engsten Vertrauen Stalins, nahm am 15. Januar 1930 eine Kommission ihre Arbeit auf, welche die Entkulakisierungskampagne in ihren Grundzügen regeln sollte. Das Politbüro der KPdSU hatte die Molotow-Kommission bereits im November 1929 mit dieser Aufgabe betraut. Dem Gremium gehörten alle Parteisekretäre der wichtigen Weizenanbauregionen sowie ihre Kollegen aus jenen Territorien an, die als Ziele anstehender Kulakendeportationen auserkoren waren. Zu den Mitgliedern gehörten ebenfalls Genrich Jagoda (Vizechef der OGPU), Sergei Syrzow (Vorsitzender des Rats der Volkskommissare), Jakow Jakowlew, Nikolai Muralow, Moissei Kalmanowitsch (Volkskommissariat für die Sowchosen), Tichon Jurkin (Leiter des Zentralny organ uprawlenija kollektiwnymi chosjaistwami, des „Zentralorgans zur Leitung der Kollektivwirtschaften“), Grigori Kaminski sowie Karl Bauman, Erster Parteisekretär in der Oblast Moskau.
Am 30. Januar 1930 billigte das Politbüro die Kommissionsvorschläge mit der Direktive „Über Maßnahmen zur Eliminierung von Kulakenhaushalten in Gebieten mit vollständiger Kollektivierung“. In den Gegenden, die im Nordkaukasus sowie an der mittleren und unteren Wolga für die zügige Totalkollektivierung vorgesehen waren, sollten alle Kulakenhöfe liquidiert werden. Das Wirtschaftsgut der Kulaken wurde enteignet – dies betraf alle Arbeits- und Betriebsmittel, die Vorräte an Futter und Saatgut, das Vieh, die Wirtschaftsgebäude und Wohngebäude sowie die Verarbeitungsbetriebe. Der Beschluss des Politbüros teilte die betroffenen, als Kulaken stigmatisierten Bauern außerdem in drei Kategorien ein:
- Die erste Kategorie bildeten Angehörige des sogenannten „konterrevolutionären Kulaken-Aktivs“. Hiermit waren Bauern gemeint, die sich der Kollektivierung widersetzten. Der Beschluss nannte hier die Zahl von 60.000 Personen. Sie sollten auf unbestimmte Zeit in Konzentrationslager verbracht werden. Wenn Angehörige dieses Personenkreises sich an Aufständen beteiligt hatten, waren die „höchsten Repressivmaßnahmen“ vorgesehen: Erschießung ohne Gerichtsverfahren. Die Verantwortung für Angehörige dieser Kategorie lag bei der OGPU, der Nachfolgeorganisation der Tscheka.
- Mit Kategorie zwei etikettierten die Bolschewiki all jene, die sie als die reichsten Kulaken und „Halb-Gutsbesitzer“ betrachteten. Diese sollten mitsamt ihren Angehörigen – insgesamt 150.000 Familien – in unwirtliche und menschenleere Gebiete des hohen Nordens (70.000 Familien), Sibiriens (50.000 Familien), des Urals und Kasachstans (je 20.000–25.000 Familien) deportiert werden. Das Mitführen einiger Produktionsmittel und bescheidener Vorräte war gestattet. Wer zu diesen Deportierten gehörte, bestimmte der Kreissowjet auf der Basis von Beschlüssen des Komitees der Dorfarmut und der Kolchosen.
- Die dritte Kategorie umfasste jene Personen, die man in der Heimatregion umsiedeln wollte – sie wurden von den Kolchosen in Landstriche mit schlechten Böden abgedrängt. Das Eigentum dieser Bauern wurde teilkonfisziert. Die Zahl der Betroffenen ist unklar – sie schwankt zwischen 396.000 und 852.000 Haushalten. Die lokalen Sowjets und Parteiorgane sollten die Kontrolle über die Menschen dieser dritten Kategorie ausüben, die für Urbarmachung, Forstarbeiten, Straßenbau und ähnliche Tätigkeiten vorgesehen waren.

Der Beschluss vom 30. Januar 1930 setzte einen engen Zeitrahmen. Bis zum 15. April 1930 mussten mindestens die Hälfte der nach Kategorie eins Enteigneten und Inhaftierten beziehungsweise der nach Kategorie zwei Enteigneten und Deportierten an ihrem Bestimmungsort eingetroffen sein, bis Ende Mai 1930 die Übrigen.
Auch Personal- und Kostenfragen wurden geregelt. Es erging die Weisung, die OGPU-Einheiten in den Oblasten Moskau, Leningrad, Iwanowo, Nischni Nowgorod, Charkow und im Donbass um 1100 Mann zu erhöhen. Außerdem seien 2500 Parteimitglieder für die Entkulakisierung zu mobilisieren. Der Rat der Volkskommissare sollte innerhalb von drei Tagen einen Kostenplan für die Errichtung neuer Lager im hohen Norden und in Sibirien vorlegen. Die OGPU hatte binnen fünf Tagen einen Fahrplan für die Deportationszüge aufzustellen, die die Vertriebenen an ihre Bestimmungsorte verbringen sollten.
Ende Februar 1930 spornte Molotow auf einer speziell für die Umsetzung der Entkulakisierungskampagne einberufenen, geheimen Konferenz hoher Parteifunktionäre aller Sowjetrepubliken und Parteikomitees die Anwesenden zu Höchstleistungen an, indem er unterstrich, dass Stalin, Lasar Kaganowitsch und er selbst die Verantwortung für die Kampagne trügen. Den zur Verschwiegenheit verpflichteten Zuhörern verdeutlichte er, dass rücksichtslose und tödliche Gewalt notwendig sei:

„Ich muss im Vertrauen sagen, daß, als mich auf dem November-Plenum [1929] einzelne Genossen fragten, was mit den Kulaken werden soll, ich gesagt habe, wenn es einen geeigneten Fluß gibt, ertränkt sie. Nicht überall gibt es einen Fluß, das heißt, daß die Antwort unzureichend war […] Mir scheint, es steht außer jedem Zweifel, daß es ohne repressive Maßnahmen nicht gehen wird. Wir sind gezwungen, sie zu erschießen. (Zuruf: aussiedeln!). Nummer eins: erschießen, Nummer zwei: aussiedeln […] Es ist offenkundig, daß wir gezwungen sind, ordentlich repressive Maßnahmen anzuwenden. Ohne Aussiedlung einer ordentlichen Menge von Leuten an verschiedenen Enden wird es nicht gehen. Wohin schicken wir sie? (Zuruf: Zu Eiche!). In Konzentrationslager, wenn es sie bei Eiche gibt, dann zu Eiche.“

Unmittelbar vor Ort forderten Anführer von Entkulakisierungskommandos ebenfalls, keine Rücksicht zu nehmen. Ein solcher Verantwortlicher schärfte seinen Untergebenen ein:

„Wenn ihr angreift, dann gibt es keine Gnade. Denkt nicht an die hungrigen Kulakenkinder; im Klassenkampf ist Philanthropie fehl am Platz.“

Auch Stalin bezeichnete 1930 die Auseinandersetzung mit den Kulaken als „tödlichen Kampf“.
Vulgäre Propaganda begleitete den Angriff des Staates auf eine Gruppe von Menschen, die imaginierter Verbrechen bezichtigt wurden. Ein Plakat zeigte unter der Überschrift „Wir werden die Kulaken als Klasse zerstören!“ einen Kulaken unter den Rädern eines Traktors, einen zweiten als einen Getreide hortenden Affen, und einen dritten, der mit seinem Mund Milch direkt aus den Zitzen einer Kuh saugt. Die Botschaft war deutlich: Kulaken waren keine Menschen, sondern Tiere. Das drückte sich nicht nur in der Bildsprache aus, sondern auch in Worten. Die bäuerlichen Gegner waren keine Menschen mehr, sondern „Insekten“, „Bakterien“, „Unkraut“ und „Abfall“.

### Rolle der OGPU
Mit der Entkulakisierung schärfte die „vereinigte staatliche politische Verwaltung“ (OGPU), seit 1922 die Geheimpolizei der Sowjetunion, erneut – wie seinerzeit die Tscheka in der Revolutions- und Bürgerkriegszeit – ihr Profil als revolutionärer und repressiver Arm von Partei und Staat. Zugleich war die Entkulakisierung ihre wichtigste Aufgabe seit 1921. Die OGPU als politische Polizei der Sowjetunion stand vor Herausforderungen, die über jene der Vorjahre deutlich hinausgingen: groß angelegte Razzien, militärische Feldzüge gegen bäuerlichen Widerstand, Transport von Deportierten sowie die Ausweitung der OGPU-Aktivitäten auf die Dörfer. Die vorbereitenden Arbeiten dazu verliefen zeitgleich mit den Beratungen der Molotow-Kommission. Eine führende Rolle hatte dabei Jefim Jewdokimow, ein hochdekorierter Rivale Jagodas im Geheimdienst und enger Vertrauter Stalins.
Am 2. Februar 1930, drei Tage nach dem Politbüro-Beschluss zur Entkulakisierung, lag der OGPU-Befehl Nr. 44/21 „Über die Liquidierung des Kulakentums als Klasse“ vor. Er ordnete die unverzügliche Bildung von Troikas bei den regionalen OGPU-Vertretern an. Ein solches Dreiergremium – „Terrorinstanz par excellence in der Geschichte der sowjetischen Massenrepressionen, vom Bürgerkrieg bis zu den Morden von Katyn“ – setzte sich aus dem lokalen Repräsentanten des Geheimdienstes, dem ersten Sekretär des Parteikomitees sowie dem Vorsitzenden des Exekutivkomitees der Sowjets zusammen. Es verurteilte die Kulaken der Kategorie eins in gerichtsähnlichen Kurzverfahren zu Gefängnisstrafen, Lagerhaft oder zur Erschießung – ohne Bezugnahme auf ordentliche Gerichte oder rechtsförmige Prozeduren. Die Behandlung von Kulaken der „Kategorie eins“ war gemäß OGPU-Befehl ohne Zeitverzug abzuwickeln. Überdies waren Sammelpunkte für den reibungslosen Transport der Deportierten zu bilden. Der Befehl wies die OGPU-Dienststellen zudem an, alle Briefe an Soldaten der Roten Armee und ins Ausland zu kontrollieren.

### Erste Phase
Die lokalen Parteigremien setzten den Beschluss des Politbüros konsequent und zügig um. Ebenso verhielten sich die lokalen OGPU-Angehörigen mit den Anweisungen der Moskauer OGPU-Zentrale. Der erste Bericht vom 6. Februar 1930 an Jagoda vermeldete 15.985 Verhaftungen, drei Tage später waren es 25.245. Am 15. Februar 1930 belief sich die gemeldete Gesamtzahl aller Verhaftungen auf 64.389, die Sollzahl von 60.000 war damit bereits überschritten.
Auch andere Personengruppen wurden Opfer der Repressionen. Die Verhaftungswelle erfasste ebenfalls frühere Polizisten der Zarenzeit, frühere Offiziere der Weißen, Bauern mit Handwerksbetrieben, Vertreter der dörflichen Intelligenzija, frühere Händler und andere. Immer wieder gingen die Aktivisten der Kollektivierung und Entkulakisierung insbesondere gegen die Vertreter der Geistlichkeit vor: In den Dörfern wurden Priester, Pastoren, Rabbis oder Mullahs verhaftet, enteignet und verbannt. Vielfach wurden zudem Sakralbauten geschlossen. Die Aktivisten entfernten viele Kirchenglocken und organisierten die öffentliche Verbrennung von Ikonen der russisch-orthodoxen Kirche. In einem Bericht vom 15. Februar 1930 forderte Jagoda deutliche Korrekturen, die Schläge seien gezielt gegen die Kulaken zu richten.
In Berichten der OGPU spiegelte sich das Ausmaß der Gewalt: Angehörige der Dorfarmut und der landlosen Bauern

„trieben die Entkulakisierten nackt auf die Straße, schlugen sie, organisierten Saufgelage in ihren Häusern, schossen über ihre Köpfe hinweg, zwangen sie, sich ihr eigenes Grab zu schaufeln, zogen Frauen aus und durchsuchten sie, stahlen Wertgegenstände, Geld usw.“

„Die Entkulakisierer nahmen den reichen Bauern ihre Winterkleider und warme Unterwäsche und als erstes ihre Schuhe. Sie ließen den Kulaken in der Unterhose stehen und nahmen alles, auch die alten Schuhe aus Gummi, die Frauenkleider, den Tee für 50 Kopeken, Schürhaken, Krüge […] Die Brigaden konfiszierten alles, auch die kleinen Kissen, auf denen die Kinder ihren Kopf liegen hatten. Sie holten die Kascha [d.h. Buchweizengrütze] vom Herd und schütteten sie über die zerbrochenen Ikonen.“

Hausrat und ganze Gebäude gingen oftmals für einen Bruchteil ihres Wertes an neue Eigentümer, statt vorschriftsgemäß dem Unveräußerlichen Fonds der Kolchosen übertragen zu werden. Die Enteignungen wurden so zu Plünderungen und zur Abrechnung mit alten Gegnern. Vielfach wurden Frauen bei Entkulakisierungsaktionen vergewaltigt.
Durch die Berichterstattung aus der Provinz war die Parteiführung in Moskau über die exzessive Gewalt informiert, sie schritt aber nicht ein; im Gegenteil: Lasar Kaganowitsch, Grigori Ordschonikidse, Anastas Mikojan und Wjatscheslaw Molotow machten sich vor Ort selbst ein Bild über die Zustände und forcierten die Gewaltmaßnahmen gegen die Kulaken.

### Widerstand
Die Bauern widersetzen sich nicht nur passiv, indem sie ihre Habe vorab verkauften oder eigenhändig zerstörten und ihr Vieh in großem Umfang schlachteten. Im Verlauf des Jahres 1930 wurden die Behörden geradezu überschwemmt von Beschwerden und Petitionen, in denen die Absender sich über Entrechtungen, Enteignungen und Verbannungen beklagten und eine Rücknahme dieser Maßnahmen forderten. Betroffene schrieben ihren in der Roten Armee dienenden Ehemännern, Söhnen und Brüdern über die Gewalt in den Dörfern; gelegentlich suchte die Dorfbevölkerung direkt die Kasernen auf und forderte Schutz.
Viele Soldaten und Armeeoffiziere lehnten Kollektivierung und Dekulakisierung entschieden ab, die Armee war in dieser Hinsicht nicht die erhoffte Stütze der Partei. In einer Reihe von Regionen weigerten sich auch Angehörige der lokalen Parteiorgane und der örtlichen Miliz, sich an Maßnahmen der Entkulakisierung zu beteiligen. Die OGPU-Zentrale behauptete, viele lokale Amts- und Machtträger hätten zu enge beziehungsweise familiäre Beziehungen zu „feindlichen Elementen“.
Viele Bauern griffen auch zur offenen Gewalt gegen die Aktivisten der Kollektivierung und Entkulakisierung. Mitarbeiter der OGPU berichteten von einer steigenden Anzahl offener bäuerlicher Widerstandsaktionen. Für Januar 1930 wurden laut Geheimdienst 402 Revolten und Massenkundgebungen gezählt. Im Februar waren es 1048, im Folgemonat 6528. Für die Jahre 1929 und 1930 nannte die OGPU eine Gesamtzahl von 22.887 „terroristischen Akten“, bei denen rund 1100 Vertreter von Staat und Partei ums Leben kamen. Vor den Entkulakisierungskommandos geflohene Dorfbewohner schlossen sich vielfach zu Banden zusammen, die in der Folgezeit immer wieder Kolchosen bedrohten und überfielen. In einigen Regionen, beispielsweise im heutigen Aserbaidschan, brach außerhalb der Provinzhauptstädte die staatliche Ordnung zusammen; Bauernverbänden gelang es dort, ganze Städte, wie etwa Quba, Ordubad und Naxçıvan unter ihre Kontrolle zu bringen. Der sich zuspitzende Konflikt zwischen dem Regime und der Bauernschaft ließ Spitzenfunktionäre wie Handelskommissar Anastas Mikojan von einer „äußerst gefährlichen Lage“ sprechen. Nachrichten über den massiven Widerstand der Bauern in der Ukraine, Kasachstan, der zentralen Schwarzerde-Region oder Sibirien schürten auch die Ängste anderer hoher Parteifunktionäre.

### Taktische Pause
Am 2. März 1930 veröffentlichte die Prawda Stalins Artikel „Vor Erfolgen von Schwindel befallen“. Damit reagierte der Parteiführer vordergründig auf die landesweiten bäuerlichen Unruhen. Um die Gefahr einer Regimekrise durch sich ausbreitende Bauernaufstände abzuwenden, kritisierte Stalin „Verstöße und Verzerrungen“. Das Tempo der Kollektivierung sei zu hoch und der administrative Druck auf die Bauern eine Verfehlung. Zu Sündenböcken machte Stalin ausschließlich die lokalen Machthaber. Zugleich hob er die angebliche Freiwilligkeit der Kollektivierung hervor. Den Bauern schien er auf diese Weise Verständnis und Entgegenkommen zu signalisieren.
Millionen Bauern widerlegten Stalins Erfolgsmeldungen. Sie interpretierten Stalins Artikel als Freibrief für eine Massenflucht aus den Kolchosen. Die Zahl der kollektivierten Haushalte sank deutlich. Am 1. März 1930 galten landesweit 57 % aller Haushalte als kollektiviert. Zwei Monate später waren es nur noch 28 %. In der zentralen Schwarzerde-Region fiel der entsprechende Wert von 83 auf 18 %, in der Oblast Moskau von 73,6 % (Februar 1930) auf 12,3 % (April 1930).
Die Unruhen auf dem Land nahmen nicht ab, denn die Bauern forderten die Herausgabe ihrer früheren Habe, die Rücknahme der Kollektivierung und Entkulakisierung sowie das Ende der antireligiösen Kampagne. Rund 20 % der enteigneten Familien erhielten nach juristischen Klagen ihr Eigentum tatsächlich zurück. In erheblichem Umfang versuchten die Enteigneten auch, ihre Ansprüche mit Gewalt durchzusetzen. Die OGPU zählte in jenen Monaten 6500 „Massenkundgebungen“, 800 davon seien mit Waffengewalt niedergeschlagen worden, 1500 Funktionäre seien dabei verprügelt, verletzt oder getötet worden.
Die Teilnehmerzahlen an lokalen Unruhen nahmen deutlich zu: Lagen sie im Januar 1930 bei über 109.000 Personen, so stieg die Zahl im Februar 1930 auf mehr als 214.000; im März 1930 zählten die Mitarbeiter des politischen Zwangsapparats schließlich mehr als 1,4 Millionen Teilnehmer.

### Zweite Phase
Der Prawda-Artikel Stalins vom 2. März 1930, die Massenflucht aus den Kolchosen sowie die Ausweitung des bäuerlichen Widerstands erwiesen sich jedoch als kurzlebige Erfolge der Bauern. Nach der Ernte im Spätsommer 1930 begann die zweite Welle der Entkulakisierung. In den Augen der führenden Bolschewiki waren die Kulaken als Hauptfeinde bereits besiegt. Der Angriff sei nun gegen die „neuen Kulaken“ zu führen: die „Halb-“ beziehungsweise „Unterkulaken“. Seit Dezember 1930 kam es bei dieser Kampagne wieder zu Zwangsmaßnahmen.
Für die Koordinierung der zweiten Phase der Entkulakisierung richtete das Politbüro im März 1931 die so genannte Andrejew-Kommission ein, benannt nach Andrei Andrejew, damals unter anderem Leiter der Arbeiter- und Bauerninspektion. In diesem Gremium dominierten hochrangige OGPU-Funktionäre, zu denen auch Jagoda gehörte. Bereits am 20. Februar 1931 hatte das Politbüro die OGPU angewiesen, die Verbannung von weiteren 200.000 bis 300.000 Bauernfamilien vorzubereiten, eine Zahl, die vom Politbüro am 5. April 1931 auf 120.000 gesenkt wurde. Nach OGPU-Statistiken wurden 1931 tatsächlich 265.795 Familien beziehungsweise 1.243.860 Personen deportiert; 95.544 Familien wurden in den Ural verschickt, 54.360 nach Westsibirien, 49.455 nach Kasachstan, 14.508 nach Ostsibirien, 11.648 in die nördlichen Territorien sowie 5.778 in den Fernen Osten der Sowjetunion. Die Andrejew-Kommission empfahl am 10. April 1932, bis zum Jahresende weitere 30.000 bis 35.000 Kulakenfamilien auszusiedeln, das Politbüro erhöhte diese Zahl am 16. April 1932 auf 38.000 Familien. 1933 sollten mehr als eine halbe Million Menschen deportiert werden. Der entsprechende Beschluss des Politbüros vom 5. Juli 1933 lautete:

„In Abänderung der Anordnung des ZK vom 17. Juni dieses Jahres sind in Übereinstimmung mit den Instruktionen des ZK und des Rates der Volkskommissare vom 8. Mai im Laufe des Jahres 1933 neben den schon ausgesiedelten, sich bereits am Ort oder auf dem Weg befindlichen 124.000 zusätzlich 426.000 Personen in die Arbeitssiedlungen (trudposelki) in Westsibirien und Kazachstan zu verschicken.“

Die Andrejew-Kommission wurde Ende 1932 aufgelöst. Am 8. Mai 1933 stoppten Stalin und Molotow per Anweisung an die OGPU, die Justizbehörden und die Parteikomitees endgültig die Kampagne gegen die Kulaken. Die Macht des „Klassenfeinds“ auf dem Dorf sei gebrochen, eine Fortsetzung der Entkulakisierung könne den Einfluss der Bolschewiki auf dem Lande endgültig unterminieren.
Der bäuerliche Widerstand gegen die zweite Welle der Entkulakisierung und Kollektivierung fiel deutlich schwächer aus als der gegen die erste Welle, denn die Bauern waren durch die fortgesetzten massiven staatliche Repressionen sowie vor allem durch Hunger und die Furcht vor einer überregionalen großen Hungerkatastrophe entscheidend geschwächt.

### Deportationen

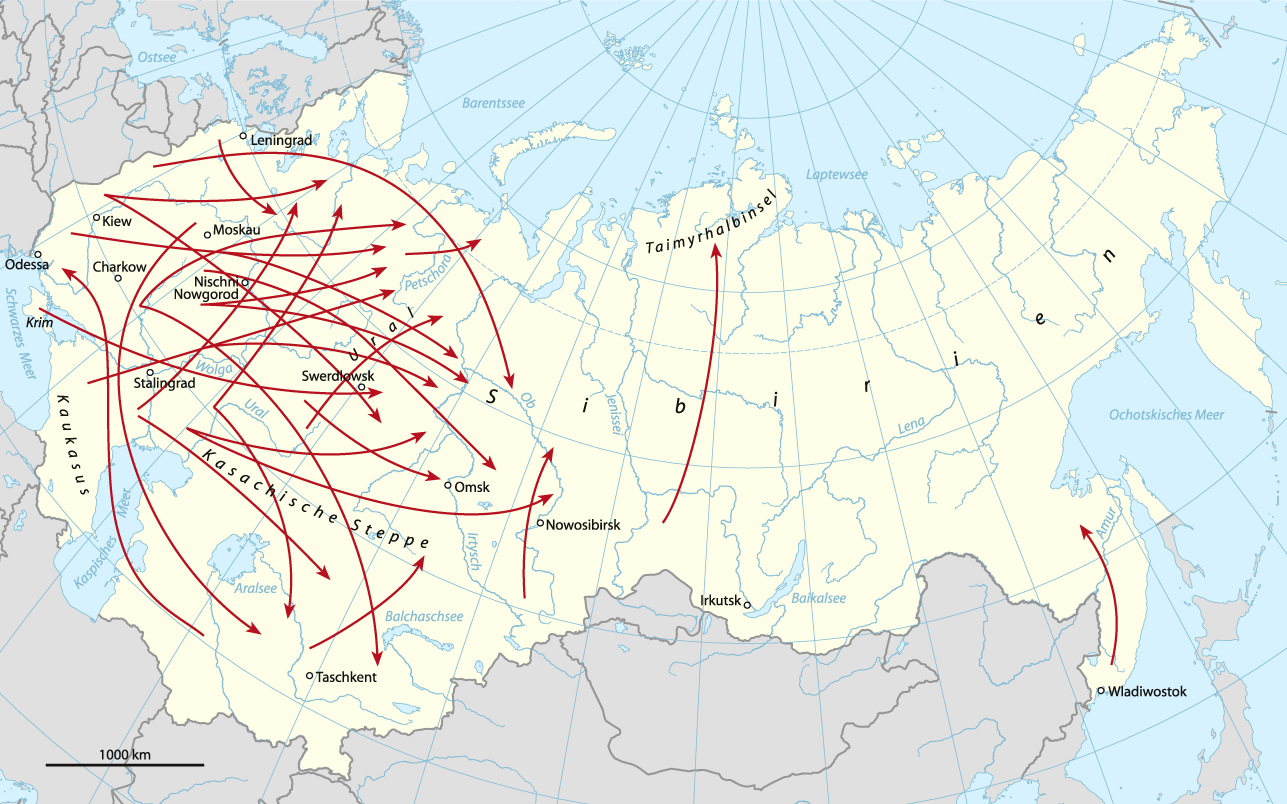
Kulakendeportationen 1930–1931

Die zur Deportation ausgesonderten Bauern wurden zunächst zu Sammelpunkten und anschließend zu Bahnhöfen verbracht. Dort mussten sie in unbeheizte Güterwagen steigen, die zu Deportationszügen zusammengestellt wurden. Ab Mitte Februar 1930 traten sie die teils mehr als zwei Wochen dauernde Fahrt ins Kulakenexil an. Der Plan der OGPU sah für die erste Phase der Entkulakisierung 240 Züge mit je 53 Wagons vor, 44 dieser Wagons waren für die ausgesonderten Menschen vorgesehen (nach Plan 40 Personen pro Wagon). Häufig verzögerte sich die Verschleppung, was zu längeren Aufenthalten in Rangierbahnhöfen führte. Die einheimische Bevölkerung wurde so zum Zeugen der Deportationen und prangerte die unmenschlichen Zustände der Transporte zum Teil in Gemeinschaftsbriefen nach Moskau an.
Häufig wurden den Menschen vor Fahrtantritt alle Wertgegenstände abgenommen, sodass die erlaubte Mitnahme von 30 Pud Gepäck und Proviant sowie 500 Rubel in bar pro Familie Theorie blieb. Aus OGPU-Berichten geht hervor, dass die Enteignungen, Plünderungen und Diebstähle auch während der Fahrt fortgesetzt wurden. Sehr oft kamen die Deportierten an den Zielbahnhöfen ohne ausreichende Kleidung, Werkzeuge und Hausrat an.
In der Hektik der Ankunft ging mitgeführtes Gepäck häufig verloren. Die deportierten Familien wurden in der Regel getrennt, arbeitsfähige Männer ins Landesinnere verbracht, die nicht arbeitsfähigen Familienmitglieder – Mütter und Kinder unter 16 sowie Ältere – in Nähe der Zielbahnhöfe in Transitlager und -behausungen eingewiesen. Sofern dort Zwischenunterkünfte fehlten, transportierte man die Familien ebenfalls umgehend ins Landesinnere weiter. Viele OGPU-Berichte machten deutlich, dass in den Zielregionen häufig jedwede organisatorische Vorbereitung auf den Zustrom dieser aus ihrer Heimat vertriebenen Bauern unterblieben war. Inspekteure des Volkskommissariats für Inneres sowie des Volkskommissariats für Gesundheit kritisierten die Zustände in den Transitbehausungen; diese seien schmutzig, dunkel, kalt und „kolossal“ überbelegt.
Die Versorgung der Deportierten mit Nahrungsmitteln blieb durchweg mangelhaft, sodass sich rasch Hunger ausbreitete. Die Kombination von Mangel- und Unterernährung, extremen Temperaturen und unhygienischen Verhältnissen führte zum Ausbruch von Krankheiten wie Scharlach, Masern, Typhus, Meningitis, Diphtherie oder Lungenentzündung, die insbesondere Kinder trafen. Die Krankheitsrate der Sondersiedler übertraf die der normalen Bevölkerung um das Fünffache. Diese Lebensbedingungen verursachten die hohen Sterblichkeitsraten, besonders unter Kindern.
Der Weg von den Transitlagern zu den endgültigen Siedlungsorten im Landesinneren – diese mussten abseits der Verkehrswege liegen – konnte mehrere Hundert Kilometer lang sein. Diese letzte Etappe der Deportation von Kulaken der Kategorie zwei glich der Deportation von Kulaken der Kategorie drei, die innerhalb ihrer Ursprungsregion umgesiedelt wurden. Solche Siedlungspunkte lagen in Sibirien oder im Ural über Hunderttausende von Quadratkilometern verstreut. Im Winter wurde die Strecke auf Schlitten, im Sommer per Karren und zu Fuß zurückgelegt.

### Sondersiedler

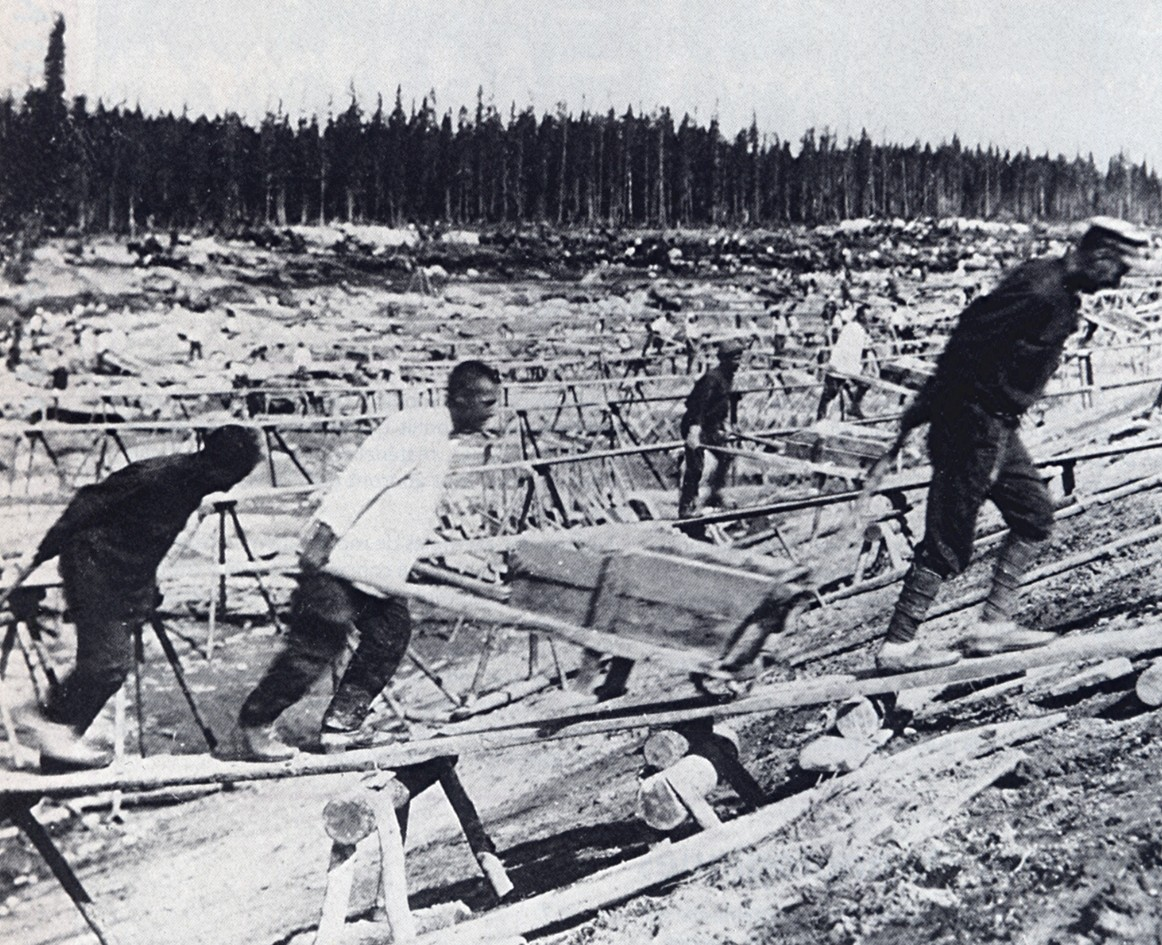
Bau des Ostsee-Weißmeer-Kanals. Auf dieser Großbaustelle wurden auch Sondersiedler als Zwangsarbeiter eingesetzt. (1932)

Sofern die Betroffenen nicht erschossen wurden, mussten Kulaken der Kategorie eins versuchen, in Gefängnissen oder in Arbeitslagern des Gulag zu überleben. Ihre Familien gehörten zu den Deportierten.
Kulaken der Kategorie zwei und drei sollten an den Zielen der Deportationstrecks „produktiver Arbeit“ zugeführt werden: Wälder roden, Böden urbar machen, Straßen und Kanäle bauen. Gleichzeitig wurden sie auf Großbaustellen des Stalinismus eingesetzt, wie etwa beim Bau des Weißmeer-Ostsee-Kanals oder der Stadt Magnitogorsk.
Die Produktivität der Sondersiedler – auch Arbeitssiedler oder Arbeitskolonisten genannt – blieb weit hinter den Erwartungen. Beispielsweise waren im April 1931 von den rund 300.000 in den Ural Deportierten nur 8 % mit „Holzsägen oder anderen produktiven Arbeiten“ beschäftigt. Die übrigen Männer bauten sich Behausungen oder waren in sonst irgendeiner Weise mit dem Überleben beschäftigt. Weil Plätze für die Ansiedlungen häufig völlig willkürlich ausgewählt wurden und zum Leben und Wirtschaften nicht geeignet waren, blieb die Hoffnung eines sich selbst tragenden Siedlungswesens eine Wunschvorstellung. Statt Selbstversorgung waren diese Siedlungen, deren Zahl auf über 2000 geschätzt wird, auf die Unterstützung von außen angewiesen: Lieferung von Baumaterial, Werkzeugen und Maschinen sowie von Lebensmitteln. Die Priorität des Aufbaus von Industrien und Kolchosen, Desinteresse, Unaufmerksamkeit, bürokratisches Chaos, Rivalitäten zwischen beteiligten Institutionen und Diebstahl führten dazu, dass solche Lieferungen ausblieben. Der Aufbau der Sondersiedlungen kam unter diesen Umständen nur sehr schleppend voran. In den Augen der lokalen Machthaber waren daran die Deportierten selbst schuld, diese seien „faul“, „feindlich“ oder „antisowjetisch eingestellt“. Die Sondersiedlungen sollten alle bis zum 30. September 1930 errichtet sein. Tatsächlich war zu diesem Zeitpunkt erst ein Bruchteil der geplanten Gebäude fertig gestellt.
Aufgrund der Lebensbedingungen in den Siedlungen flohen viele Deportierte; bereits im Februar 1931 meldete die OGPU 72.000 flüchtige Sondersiedler. Die Zahl der Menschen, die in Sondersiedlungen lebten, nahm im Laufe der 1930er Jahre kontinuierlich ab: 1931 zählte die OGPU 1.803.392 Sondersiedler, Anfang 1933 waren es noch 1.317.000 Personen, unmittelbar vor Beginn des Zweiten Weltkrieges lag die Zahl bei 930.000.

## Auswirkungen und Rezeption

### Opferzahlen
Die Entkulakisierung forderte mehr als vier Millionen Opfer: Rund 30.000 Menschen wurden erschossen, etwa 2,1 Millionen als Kulaken der Kategorie eins und zwei in entfernte, unwirtliche Regionen deportiert. 2 bis 2,5 Millionen weitere Personen waren in ihrer Heimatregion als Kulaken der Kategorie drei von Zwangsumsiedlungen auf schlechtere Böden betroffen. Die Zahl der Todesopfer beläuft sich auf 530.000 bis 600.000 Menschen. Sie starben während der Transporte, in den Transitbehausungen oder in den Sondersiedlungen an Krankheiten und Hunger. Zudem entzogen sich mehr als eine Million Bauern den Kollektivierungs- und Entkulakisierungskommandos durch „Selbstentkulakisierung“ – sie flohen vorab in die Städte und versuchten dort, sich eine neue Existenz aufzubauen.

### Folgen
Kollektivierung und Entkulakisierung erzwangen die Unterwerfung der Bauern unter die Machtansprüche von Staat und Partei. Die gesamte Bauernschaft hatte fortan den von Stalin geforderten „Tribut“ für den Aufbau von Staat und Industrie zu leisten. Landwirtschaftliche Produkte waren als Exportgut und für die Versorgung der Städte sowie der Roten Armee zu liefern. Unterwerfung und Kontrolle der Bauernschaft sollten auch die möglichst reibungslose Ausbeutung von Ressourcen sicherstellen: Getreide, Arbeitskraft, Rohstoffe, Rekruten für die Armee.
Als erste und größte Deportationsmaßnahme in der stalinistischen Sowjetunion sorgten die Kulakendeportationen dabei für die Errichtung einer von Zwangsarbeit geprägten Kolonie im Inneren und damit für den Aufstieg des Gulag-Systems durch die Errichtung von Sondersiedlungen in lebensfeindlichen Landstrichen. Mit der Zeit sollten in diese Siedlungen andere verfolgte Gruppen nachfolgen: „sozial fremde Elemente“ – also marginalisierte Personengruppen aus den Städten – sowie jene Ethnien, die Stalin während des Zweiten Weltkriegs im Landesinneren zu Hunderttausenden zwangsumsiedeln ließ.

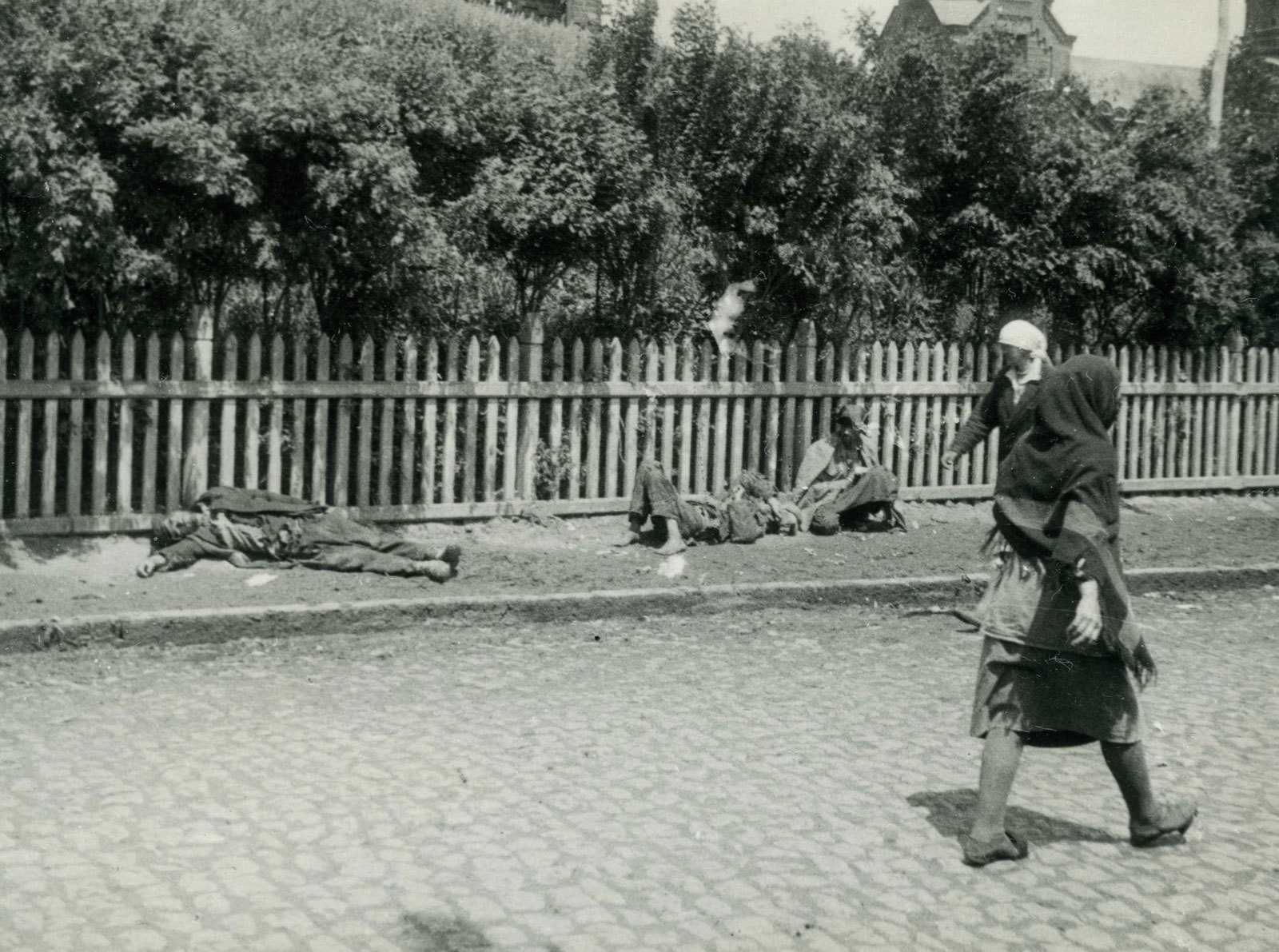
Ausgehungerte in Charkiw (1933).

Die versuchte Vernichtung der tradierten Strukturen von Arbeit und Leben im Dorf trieb die Landwirtschaft der Sowjetunion in den Ruin. Als die Bolschewiki im Winter 1932/33 das Land mit einer erneuten starren und rücksichtslosen Getreidebeschaffungskampagne überzogen, folgte unmittelbar der Holodomor – eine Hungerkatastrophe mit mindestens 25 bis 30 Millionen Hungernden und etwa fünf bis sieben Millionen Toten. Insbesondere die Menschen in den traditionellen Getreideüberschussregionen waren vom Hungertod betroffen.
Die Gewalteskalation im Zuge der Entkulakisierung sowie der weit verbreitete bäuerliche Widerstand gegen die bolschewistische Politik und seine Akteure ließen das Klima des Bürgerkrieges auferstehen. Sie schürte bei den politischen Machthabern zudem die Angst vor einer allgegenwärtigen Verschwörung, die für alle Probleme des Alltags und der Wirtschaft verantwortlich sei.
Auch nach dem Ende der Entkulakisierung blieben die als Kulaken diffamierten Bauern nicht von Unterdrückung und tödlicher Gewalt verschont. Anfang 1933 wurden Inlandspässe eingeführt. Eine Stoßrichtung dieser Maßnahme war, den Zuzug von Bauern und von geflohenen Sondersiedlern in Regimestädte zu unterbinden.
1937 erfolgte der zweite große Angriff auf die Kulaken: Im Zuge des Großen Terrors legitimierte die oberste Führung der Sowjetunion mit dem NKWD-Befehl Nr. 00447 die sogenannte Kulakenoperation. Von August 1937 bis November 1938 wurden dabei 800.000 bis 820.000 Personen verhaftet, davon mindestens 350.000 – eventuell bis zu 445.000 – erschossen, die übrigen in Straflager des Gulag eingewiesen.
Fast 40 % aller Personen im Kulakenexil waren jünger als 16 Jahre. Sofern sie ihre Verbannung überlebten, kämpften sie ein Leben lang mit dem Stigma, Kulaken zu sein oder von ihnen abzustammen. Die Betroffenen verschwiegen ihre Herkunft und Erfahrungen später oft selbst im engsten Familienkreis.

### Forschung
Erst die russische „Archivrevolution“ Anfang der 1990er Jahre ermöglichte der Forschung den Zugang zu wichtigen Quellen, aus denen die Hintergründe beziehungsweise Details der Kollektivierung und der Entkulakisierung hervorgingen. Von 1999 bis 2003 wurde zu diesem Themenkomplex eine fünfbändige Dokumentensammlung in russischer Sprache publiziert, sie umfasst die Zeitspanne von 1927 bis 1939. Ein Auszug aus diesem Quellenbestand ist mit einführenden Erläuterungen in die englische Sprache übersetzt worden.
Die Forschungen verdeutlichten, dass die Entkulakisierung ein wichtiges Antriebsmittel der Kollektivierung gewesen ist: Sie funktionierte als eine reale Bedrohung des Dorfes, um die Mehrheit der Bauern in die Kolchosen zu zwingen. Das Eigentum der deportierten Kulaken diente außerdem zur Bereitstellung von Sachmitteln für die Kolchosen. Die als „Feinde“ gebrandmarkten Kulaken wurden darüber hinaus durch die Massendeportationen räumlich isoliert. Die Kulakendeportationen können somit als ein erstes radikales Experiment des Social Engineering im Stalinismus begriffen werden.
In der Geschichte der Sowjetunion bildet die Entkulakisierung eine wesentliche Wegmarke des stalinistischen Terrors. Zugleich weist sie über die Geschichte der UdSSR hinaus. Der Historiker und Stalinismus-Experte Jörg Baberowski bezeichnet mit Blick auf die Kulakendeportationen staatlich organisierte Deportationen und Massentötungen stigmatisierter Menschengruppen als ein Phänomen des 20. Jahrhunderts. Es sei erstmals von den Bolschewiki in der Sowjetunion praktiziert worden.
Auch Manfred Hildermeier sieht in den Deportationskampagnen Vorboten kommender Ereignisse: Die Schilderungen der von den Kulakendeportationen betroffenen Wolgadeutschen

„warfen den tiefen Schatten jener mörderischen Gräßlichkeiten von Nacht- und Nebelaktionen voraus, zu denen die Geheimpolizei in den verschiedensten Regimen der dreißiger Jahre griff und die insbesondere im Zweiten Weltkrieg im Zusammenhang mit wahnwitzigen demografischen ‚Flurbereinigungen‘ und der ‚Endlösung‘ der Judenfrage traurige Bekanntheit erreichten.“

Der amerikanische Historiker Norman M. Naimark betrachtet die Entkulakisierung als genozidale Politik. Er schlägt eine Erweiterung des konventionellen Völkermord-Begriffs vor, der geeignet wäre, mehrere der großen Gewaltkampagnen der sowjetischen Geschichte – neben der Entkulakisierung zählten zu ihnen der Holodomor, die ethnisch motivierten Deportationen während des Zweiten Weltkrieges und der Große Terror – als Genozid zu charakterisieren. Diese Erweiterung des Genozid-Begriffs ist jedoch auf deutliche Kritik gestoßen.

## Anhang